# 5101 Akhmerov
5101 Akhmerov è un asteroide della fascia principale. Scoperto nel 1985, presenta un'orbita caratterizzata da un semiasse maggiore pari a 3,0060386 UA e da un'eccentricità di 0,1153541, inclinata di 10,69492° rispetto all'eclittica.